# Stylidium scabridum
Stylidium scabridum är en tvåhjärtbladig växtart som beskrevs av John Lindley. Stylidium scabridum ingår i släktet Stylidium och familjen Stylidiaceae. Inga underarter finns listade i Catalogue of Life.